# 古郡ひろみ
古郡 ひろみ（ふるごおり ひろみ、1974年4月17日 - ）は、日本の女優、アーティスト。宮城県仙台市出身。血液型B型。

## 来歴
青森県立田名部高等学校卒業。上京後芸映養成所を経て、2001年に映画『チー公大作戦 〜メダカを救え！村長選挙』オーディションで、1,500人から選ばれ主演に抜擢。主題歌「遠い日の歌」で歌手デビュー。

## 作品
- テレビ：「半七捕物帳」「新・腕におぼえあり」他
- CM：日光江戸村、エー・メソッド
- 舞台：常盤兄弟探偵事務所（芸映）
- 雑誌等：埼玉新聞（2001年）、埼玉産業文化新聞（2001年）、さいたまグラフ（2001年）
- Warm Snow:古郡ひろみの5曲目のシングル　作詞・杉崎智介　作曲・J.S.Bach　編曲・荒川敏行
- はじめから　CD同時収録曲　　テレビ東京InterFMラジオドラマ「杉崎智介のle Salon」のEDテーマ曲。バッハの「G線上のアリア」の3連符アレンジ曲。InterFMのTHE MUSIC ROTATIONに日本人としては初の4週間連続選ばれている。　レーベル　DeRain（ドラン）　リリース　2011年2月2日

## 古郡ひろみのシングル曲
- 遠い日の歌
- 愛するあなたに
- プールサイドで朝食を
- はじめから
- Warm Snow
- もう少しだけ…

## 外部サイト
- オフィシャルサイト
- 古郡ひろみ 公式ブログ - GREE

| スタブアイコン | サブスタブ | この項目は、まだ閲覧者の調べものの参照としては役立たない、人物に関連した書きかけの項目です。この項目を加筆・訂正などしてくださる協力者を求めています（P:人物伝/PJ:人物伝）。 |